# Anthony Royle
Anthony Henry Fanshawe Royle (27 mars 1927-28 décembre 2001) est un homme politique et homme d'affaires du Parti conservateur britannique.

## Biographie
Fils de Lancelot Royle, un riche homme d'affaires, il fait ses études à Harrow et à l'Académie royale militaire de Sandhurst. Il rejoint les Life Guards puis le SAS. Il contracte la polio alors qu'il se rendait en Corée et est renvoyé au Royaume-Uni et passe un an dans un poumon de fer .
Après sa convalescence, son père lui fournit des fonds pour devenir membre de la Lloyd's de Londres, en s'appuyant sur ses débuts en 1948 avec le courtier d'assurance Sedgwick Collins . Dans les années 1950, Royle devient président des jeunes conservateurs de la région de l'Ouest. Il se présente sans succès à St Pancras North aux élections générales de 1955. En tant que candidat conservateur aux élections partielles de Torrington en 1958, il est battu pour le siège habituellement sûr.
Aux élections générales de 1959, Royle est finalement élu à la Chambre des communes, en tant que député de Richmond, Surrey. Il occupe le siège jusqu'à sa retraite aux élections générales de 1983. Royle est fermement favorable à l'adhésion à la Communauté européenne .
Il est ministre junior des Affaires étrangères et du Commonwealth de 1970 à 1974. Il est nommé Chevalier Commandeur de l'Ordre de St Michael et St George (KCMG) en 1974. Il est invité à devenir vice-président du Parti conservateur par Margaret Thatcher pour réformer la façon dont le parti recrute des candidats. Il est également responsable du bureau international du parti.
En 1974, son père meurt et il occupe ses sièges de conseil d'administration de British Match Corporation, Brooke Bond Liebig et Wilkinson Sword. En 1980, il annonce ne plus vouloir se représenter au Parlement . Il est nommé à la Chambre des lords en 1983 en tant que baron Fanshawe de Richmond, de South Cerney dans le comté de Gloucestershire. Il est directeur de Westland Helicopters pendant l'affaire Westland en 1985, soutenant la position pro-européenne de Michael Heseltine plutôt que Margaret Thatcher.
Il assure la liaison informelle pour le ministère des Affaires étrangères et du Commonwealth avec Keenie Meenie Services, l'une des premières sociétés militaires privées de Grande-Bretagne formée par d'anciens membres du SAS .
Il est président du Sedgwick Group PLC de 1993 à 1999.
Il épouse l'ancienne mannequin de Vogue Shirley Worthington en 1957 et a deux filles  dont une, Lucinda, est mariée à un pair héréditaire conservateur, Rupert Ponsonby (7e baron de Mauley).